# Краковские Планты
Краковские Пла́нты (пол. Planty krakowskie) — городской парк, находящийся в Кракове. Парк является естественной границей, внутри которой находится Старый город. Парк внесён в реестр охраняемых памятников Малопольского воеводства.

## История

Планты обозначены на карте зелёным цветом

Площадь парка составляет 21 гектаров; его круговая протяжённость — 4 километра. Парк был заложен в 1822—1830 годах на территориях около бывших фортификационных сооружений, окружавших Старый город. Решение о создании «городских садов» было принято в 1820 году, когда на месте руин разрушенных в начале XIX века городских стен планировалось провести рекультивацию земельных участков. Эта акция среди местных жителей стала называться «Plantacja» (Плантация); от этого слова впоследствии возникло наименование парка «Planty» (Планты). Главным инициатором обустройства парка на руинах разрушенных городских стен и автором его проекта стал краковский архитектор, профессор Ягеллонского университета Феликс Радванский. В 1826 году после смерти Феликса Радванского строительством парка занимался Флориан Страшевский, который в 1830 году основал фонд, предназначенный для поддержания парка.
Первоначальные работы по обустройству парка представляли собой выравнивание земельных участков и засыпку фортификационных каналов. В процессе организации парка на его территории оказался краковский Барбакан. На следующем этапе были оборудованы газоны, цветочные клумбы, проведены аллеи и посажены кустарники и деревья, главным образом каштаны, клёны, липы, ясени, тополя и единичные экземпляры экзотических деревьев. С 1827 года Краковские Планты стали включать в себя Вавельский холм, на южных склонах которого были посажены персики и организован виноградник, который в 50-е годы XIX века был уничтожен австрийскими властями во время строительства Краковской крепости.
В последующее время на Краковских Плантах были установлены различные торговые киоски и музыкальные площадки. В 1871 году городской совет учредил Комиссию Плантов, которая отвечала за функционирование парка. По инициативе этой комиссии в парке стали устанавливаться различные памятники. В 1879 году городской совет поделил парк на девять частей, закрепив эти участки за садоводствами, которые стали называться «плантовые садоводства». Эта система ухода за парком сохранялась до середины XX века.
Во время Второй мировой войны парк пришёл в запустение. Немецкие власти использовали металлическую ограду парка для военных нужд. В послевоенное время городские власти не занимались в достаточной мере парковым хозяйством.
13 мая 1976 года парк был внесён в реестр охраняемых памятников культуры Малопольского воеводства (№ А-576).
В 1989 году по инициативе профессора Януша Богдановского началась постепенная реконструкция парка, во время которой были установлены многочисленные объекты малой архитектуры и обустроены места отдыха.
В настоящее время парк разделён на 8 участков (садов):
- «Вавель» — от улицы Францисканской до улицы Повисле;
- «Университет» (участок около Ягеллонского университета) — от улицы Францисканской до улицы Шевской;
- «Дворец искусства» (около Дворца искусства) — от улицы Шевской до улицы Славковской;
- «Флорианка» — участок напротив бывшего здания страхового общества «Флорианка»;
- «Барбакан» — участок возле краковского Барбакана;
- «Вокзал» — участок возле вокзала «Краков-Главный»;
- «Грудек» — от улицы Миколаевской до улицы Сенной;
- «Страдом» — участок на территории исторического района Страдом от улицы Сенной до улицы Страдомской.

## Малая архитектура
На территории парка располагались ранее или располагаются в настоящее время различные объекты культурного, архитектурного или иного значения:
- Скульптура «Совы», установленная в 1961 году. Находится на улице Подзамичей. Автор — Бронислав Хромый;
- Памятник Тадеушу Желенскому, установленный в 1985 году. Находится между улицами Подзамчей и Посельской;
- Памятник Гражине и Литавору, установленный в 1884 году. Находится на улице Посельской. Автор — Альфред Даун;
- Памятник Адаму Сапеге, установленный в 1976 году. Находится при францисканском монастыре на улице Францисканской. Автор — Август Замойский;
- Памятник-фонтан Фредерику Шопену, установленный в октябре 2006 года по проекту Марии Яремы и выполненный Вандой Челковской. Находится на улице Францисканской.
- Памятник жертвам Голодомора, установленный 18 ноября 2008 года около церкви святого Норберта;
- Статуя Пресвятой Девы Марии Любящей. С 1771 года статуя находилась возле входа на Старое кладбище Мариацкого костёла. После ликвидации некрополя в 1797 году статуя была выкуплена капуцинами и размещалась на улице Подвале. На сегодняшнем месте статуя стоит с 1941 года;
- Памятник Николаю Копернику, установленный в 1953 году. Первоначально с 1900 года находился возле Коллегиум Майус. В настоящее время находится перед Коллегиума Витковского Ягеллонского университета. Автор — Циприан Годебский;
- Бюст Артура Гротгера, установленный в 1903 году. Находится между Дворцом искусства и улицей Дунаевской. Автор — Вацлав Шимановский;
- Памятник Фредерику Шопену авторства скульптора Марцина Марцинковского находился на улице святого Томаша с 1890 по 1931 год.
- Памятник Лилле Венеде, установленный в 1885 году. Автор — Альфред Даун;
- Памятник Тадеушу Рейтану, установленный между 1856 и 1859 годами. Автор — Теодор Закжевский. В феврале 1946 года был разрушен и снова поставлен 9 июня 2007 года скульптором Чеславом Дзьвигаем;
- Памятник Ядвиге и Ягайло, установленный в 1886 году. Автор проекта — Кароль Кнаус, изготовил — Томашем Сосновским;
- Памятник Бояну, установленный в 1886 году. Автор — Пиюс Велёнский. С 1904 года стоит между Барбаканом и улицей Славковской. Памятник посвящён Юзефу Залескому;
- Воинский некрополь и памятник советским воинам находился возле Барбакана со стороны его западной части. На некрополе были похоронены 19 советских солдат, погибшие при освобождении города. Некрополь был основан в 1945 году по проекту Марчина Буковского и Кароля Мушкета. В 1997 году памятник и останки советских военнослужащих были перенесены на воинское кладбище на улице Прандоты. В настоящее время на месте бывшего некрополя находится памятник Яну Матейко;
- Памятник Яну Матейко, установленный 12 ноября 2013 года на западной стороне Барбакана. Автор — Ян Тутай;
- Памятник жертвам инцидента 1936 года;
- Памятник Флориану Страшевскому, одному из основателей Краковских Плантов, установлен в 1874 году
- Памятник Михалу Балуцкому, установленный в 1911 году. Находится за костёлом Святого Креста. Автор — Тадеуш Блотницкий;
- Памятник Нарцизу Вятру, установленный в 1992 году. Находится на перекрёстке улиц Доминиканской и святой Гертруды;
- Каплица святой Гертруды, датируемая 1710 годом. Ранее располагалась при церкви святого Себастьяна и Роха.

## В искусстве
Планты стали объектом творчества для многих польских художников, среди которых были Ян Станиславский, Витольд Войткевич, Станислав Выспянский.
Польская поэтесса Мария Павликовская-Ясножевская посвятила парку своё стихотворение «Планты».

## Галерея

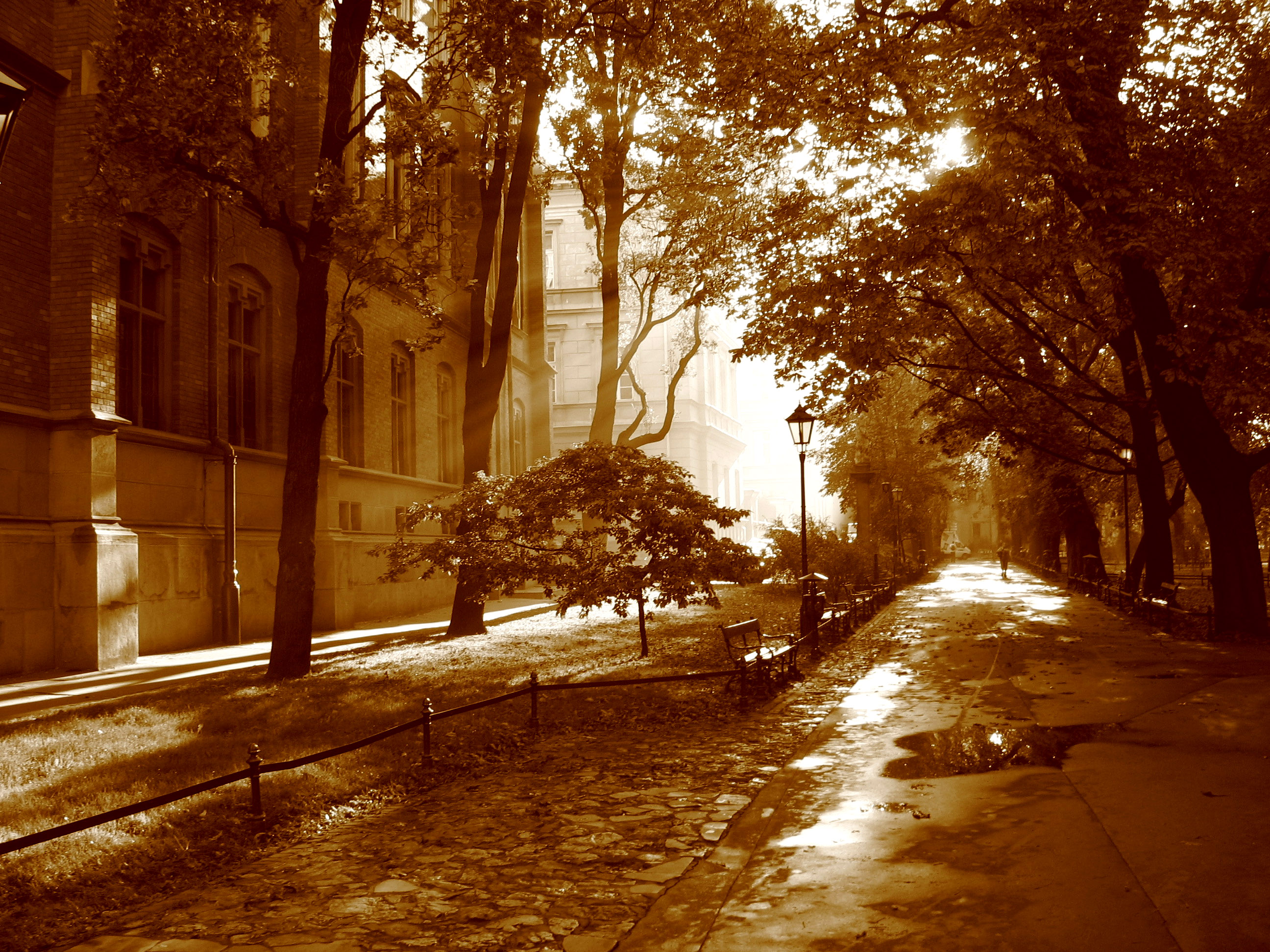
Один из участков парка
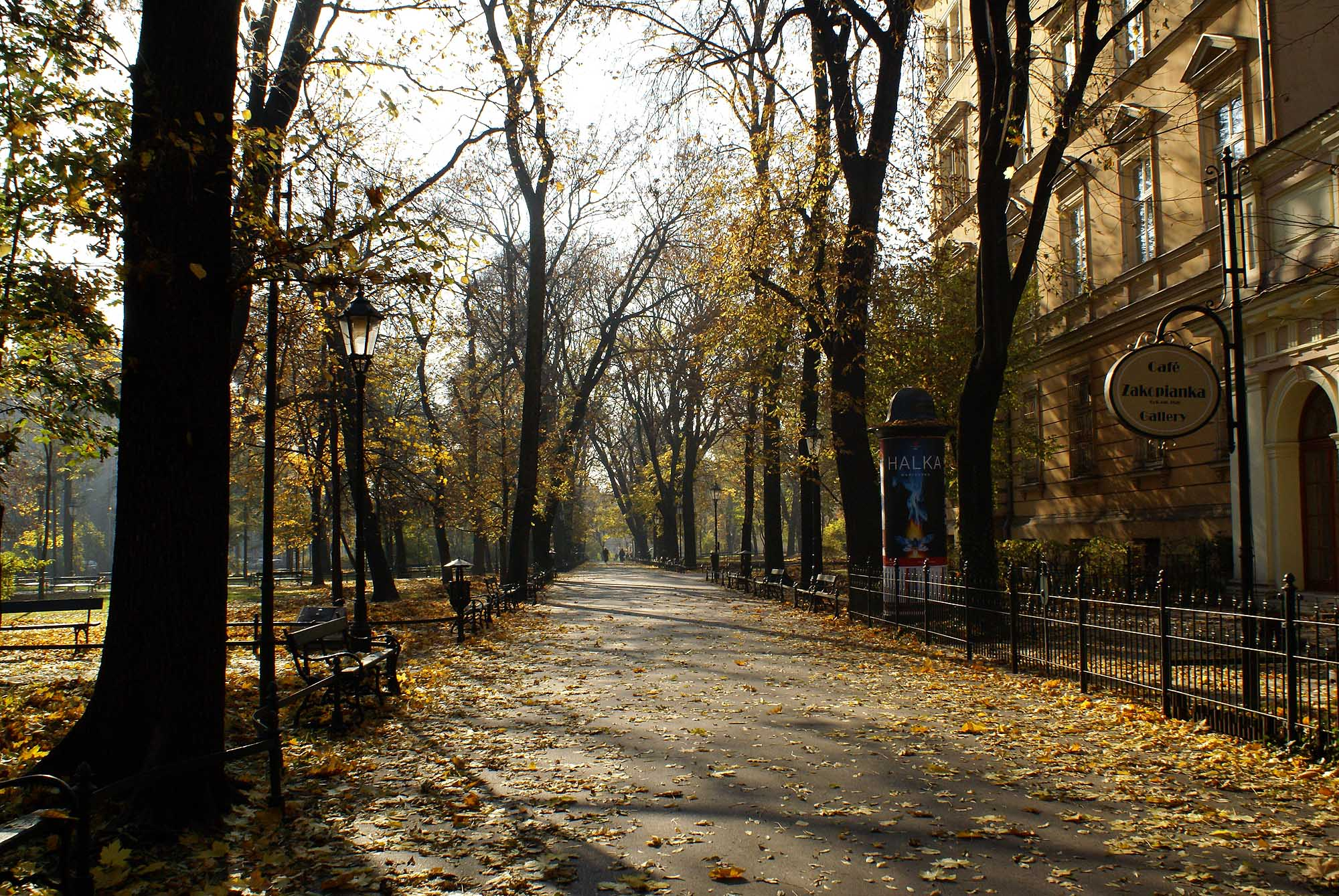
Один из участков парка
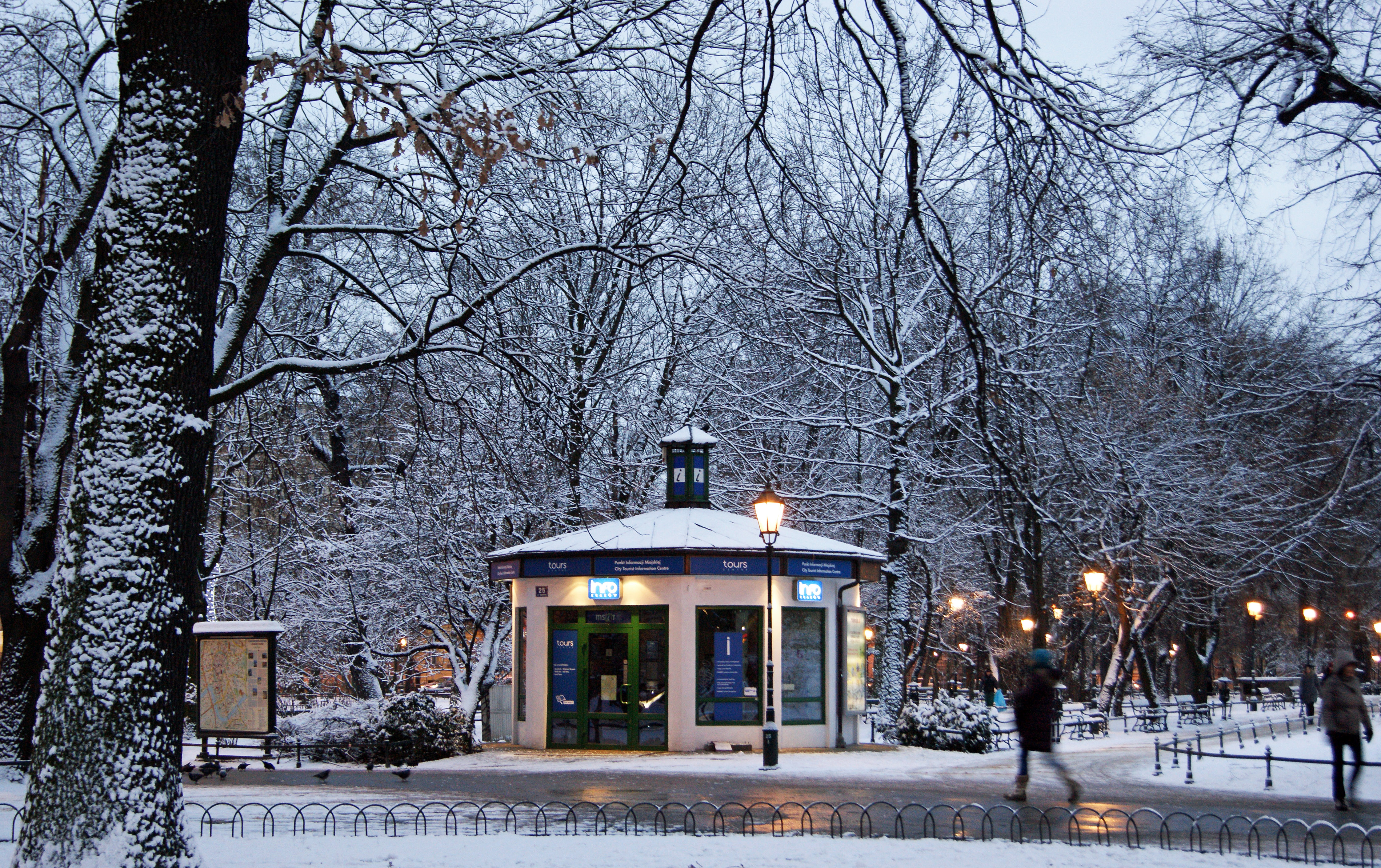
Краковские планты зимой
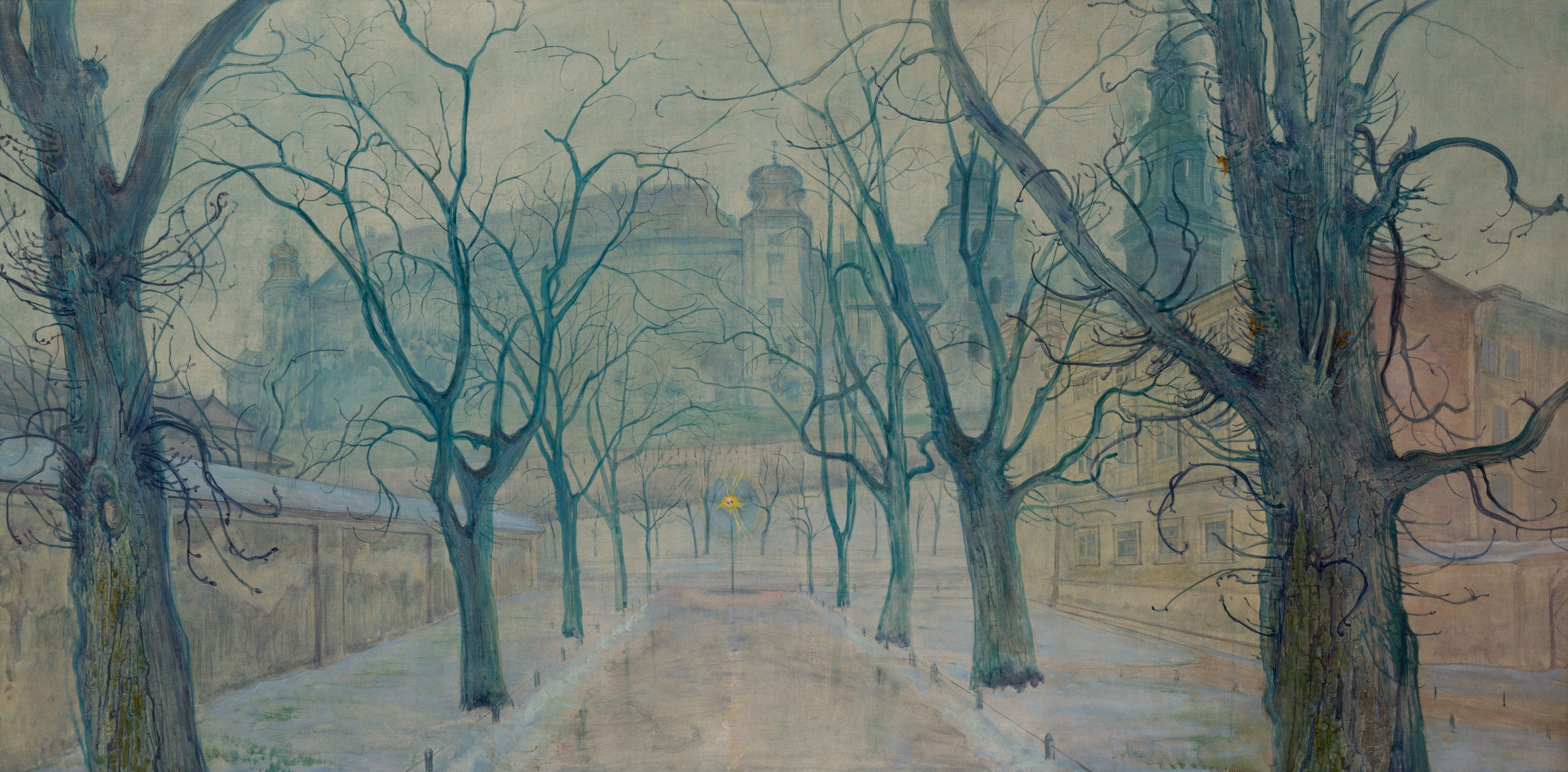
Картина Станислава Выспянского «Планты на рассвете», 1894 год